# Romanização do russo
A romanização do russo é o processo de transliteração da língua russa para o alfabeto latino.
A Associação Brasileira de Normas Técnicas (ABNT) tinha um padrão estabelecido pela NB-102 de 1961, para determinar a transliteração em datilografia. Esta tabela era especialmente desenhada para adaptar-se às limitações das máquinas de escrever, que não aceitavam “caracteres especiais” como os computadores atuais. Em fevereiro de 2006, esta norma foi cancelada sem substituição – isto é, a ABNT não propõe nenhuma atualmente.
Os (poucos) dicionários bilíngues russo-português e português-russo (os da Porto Editora, 2006, da Edições Russki Yazik, 1989, e da Gossudarstvennoe Izdatel’stvo Inostrannîkh i Natsional’nîkh Slovarei, 1961) são coerentes nesta questão e adotam todos o seguinte padrão nas transliterações e transcrições fonéticas:
- IA, IO e IU para transliterar Я, Ё e Ю, respectivamente; nunca “Y”
- sempre I para transliterar Й (semivogal “i breve”); nunca “Y”
- K para transliterar К, em qualquer situação
- KH para transliterar Х (“aspirado”)
- CH para Ш (não SH), TCH para Ч (não CH) e J para Ж (não ZH)
- SS (s dobrado) para С quando entre vogais
- sem acentuação tônica

Existem outros padrões estrangeiros de transliteração cirílico-latino (dos quais alguns se supõem internacionais, embora sejam exclusivamente baseados na ortografia inglesa). Há uma série de padrões incompatíveis para a transliteração inglesa do cirílico russo, nenhum dos quais recebeu muita popularidade e, na realidade, a transliteração é muitas vezes realizada sem padrões uniformes.

## Transliteração Científica ouInternational Scholarly System
A transliteração científica (TC) é baseada na língua servo-croata, que usa os dois alfabetos indistintamente, na correspondência quase perfeita entre cirílico e latino. Ironicamente, foi desenvolvida não por anglófonos, mas pelos alemães da Preußische Instruktionen (a organização de padrões do Império Alemão). Ela designa um caractere latino para cada letra cirílica, mas inclui diversos sinais diacríticos e caracteres adaptados, como o đ, o ć e todos com o haček ou caron (o "circunflexo invertido"): Č, Ğ, Š, Ř, Ť, Ž.
A transliteração científica é plenamente adotada na Itália, tanto pela imprensa quanto por normas acadêmicas. Nenhum outro país a utiliza disseminadamente.
Alguns softwares de processadores de texto não reconhecem a imensa maioria dos diacríticos e adaptados. Nesses casos, a TC perde a utilidade, já que confunde d e đ, s e š, z e ž, c, č e ć.

## ISO 9
O padrão da ISO (Organização Internacional de Normalização) é baseado na transliteração científica, mas com algumas adaptações. As principais delas são usar mais acentos, diacríticos e caracteres semelhantes, como Š e Ŝ (o que vários programas de computador não diferenciam). Ela foi estabelecida pela primeira vez em 1954 e sofreu adaptações em 1968, 1986 e 1995. A versão mais recente da norma é a ISO 9:1995, a primeira feita após o advento da internet e a disseminação da informática, que permitiu a adoção de caracteres antes não disponíveis nas máquinas de escrever.
Com a norma ISO 9, algumas diferenças importantes são abordadas (que outros padrões deixam de fora), como a inexistência do G em ucraniano (assim, o nome do técnico da seleção brasileira de ginástica artística é Oleh Ostapenko) e o K e o G palatalizados do macedônio (Ќ e Ѓ). Mas, de forma geral, sua acentuação é complexa e praticamente impossível de reproduzir na imprensa.

## GOST 16876-71
O padrão GOST (GOssudarstvennîi STandart) da Agência Nacional de Geodésia e Cartografia da União Soviética foi criado em 1971. Ele é o único sistema de transliteração que não usa diacríticos, apenas dígrafos e trígrafos. É nele que se baseia a esmagadora maioria das transliterações para língua inglesa do russo e das outras línguas faladas na ex-URSS que usavam o cirílico, inclusive as não-eslavas, como cazaque e moldavo.
O GOST 16876-71 foi adotado primeiro pelo Comecon (bloco econômico socialista) em 1978 e depois pela ONU em 1987, com a forma revisada de 1983. Em 2002, a Rússia abandonou o GOST-71 em favor do ISO-9:1995, rebatizado lá como GOST-2000. Mais tarde, o padrão da ONU também foi modificado, passando a trocar dígrafos por diacríticos (isto é, 'sh' por 'š' etc.).
O problema, para nós, é que os sons propostos não têm nenhuma relação em absoluto com a ortografia portuguesa. Assim, ele propõe o uso do 'j' como semivogal, e o dígrafo 'zh' para o som do nosso /j/. Isso pode levar a inúmeras confusões de grafia e pronúncia, tais quais o nome “Juzhnaja Amеrika” (América do Sul) sendo pronunciado como /juznaja/ quando na verdade é /iújnaia/.
Além disso, também usam 'û' para o som de “iú” e 'â' para o som de “ia”, o que pode levar a ambigüidades e confusões nos processadores de texto como o MS Word.
Também segundo esse padrão, o sobrenome de Boris Iéltsin deveria ser escrito “Elcin”.

## Folha de S.Paulo
O jornal brasileiro Folha de S.Paulo segue um padrão fixo que, embora possa parecer radical, é coerente e coaduna tanto com os dicionários russo-português quanto com a regra do Aurélio. Abaixo está a tabela de referência adotada pelo jornal e algumas orientações específicas do manual. Note-se que ela vale especificamente para o russo, não para todas as línguas que usam o cirílico.
| Russo      | Inglês | Espanhol  | Português |
| ---------- | ------ | --------- | --------- |
| A/а        | A      | A         | A         |
| Б/б        | B      | B         | B         |
| В/в        | V      | V         | V         |
| Г/г        | G      | G/GU      | G/GU      |
| Д/д        | D      | D         | D         |
| Е/е ou Ё/ё | **     | E/O/YE/YO | E/O/IE/IO |
| Ж/ж        | ZH     | ZH (ou Y) | J         |
| З/з        | Z      | S/Z       | Z         |
| И/и        | I      | I         | I         |
| Й/й        | I/Y    | I         | I         |
| К/к        | K      | K         | K         |
| Л/л        | L      | L         | L         |
| М/м        | M      | M         | M         |
| Н/н        | N      | N         | N         |
| О/о        | О      | О         | О         |
| П/п        | P      | P         | P         |
| Р/р        | R      | R         | R         |
| С/с        | S      | S         | S/SS      |
| Т/т        | Т      | Т         | Т         |
| У/у        | U      | U         | U         |
| Ф/ф        | F      | F         | F         |
| Х/х        | KH     | J/H       | KH        |
| Ц/ц        | TS     | TS        | TS        |
| Ч/ч        | CH     | CH        | TCH       |
| Ш/ш        | SH     | SH        | CH        |
| Щ/щ        | SHCH   | SCH/SHCH  | SCH       |
| Ъ/ъ        | -      | -         | -         |
| Ы/ы        | Y      | Y         | I         |
| Ь/ь        | -      | -         | -         |
| Э/э        | E      | E         | E         |
| Ю/ю        | YU     | YU/IU     | IU        |
| Я/я        | YA     | YA/IA     | IA        |

“** Pode soar como E, IE ou IO. Após as consoantes TCH, CH, SCH e J, use sempre E ou O. Após vogais, as demais consoantes, espírito brando ou em posição inicial, use E, IE ou IO. A diferença entre E, IE e IO tem de ser conhecida de antemão. Em textos para iniciantes ou crianças, indica-se que o som é IO com um trema sobre a letra cirílica E.” (contrastar com observação abaixo)
Além destas, o jornal faz as seguintes orientações específicas:
- “Translitere segundo a pronúncia aproximada. (...) Acentue os nomes e topônimos de acordo com as normas do português: Púchkin, Ievguêni, Trótski, Lênin; mas Gorbatchov, Khruschov, Gavriil. Se você não tiver certeza sobre a sílaba tônica, não marque nenhum acento.
- Quando as transliterações inglesas e espanholas conflitarem e você não tiver acesso ao original russo, passe para o português através do inglês, cuja transliteração é em geral mais uniforme que a espanhola.
- Simplifique os sufixos ЫЙ e ИЙ por I. (...)
- Use GU antes do E e I.
- Use SS em posição intervocálica.
- Alguns nomes russos se consagraram por uma outra transliteração. Respeite: Rachmaninoff, Rostovtzeff. Lembre-se de que muitos topônimos russos chegaram ao português através de outras línguas e não diretamente do russo. Assim, escreve-se Moscou e não Moskva, São Petersburgo e não Sankt Peterburg.
- São sempre louváveis os esforços para escrever em português nomes de línguas grafadas em alfabetos não-latinos. Entretanto, o aportuguesamento deve ser feito com muito cuidado e de maneira sistemática, sempre após consulta a especialista.”

## Comparação entre diferentes padrões de transliteração de cirílico
A tabela abaixo faz uma comparação entre diferentes padrões usando o nome do dirigente soviético Никита Хрущёв como exemplo, apresentando em cada norma aplicada (incluindo a forma em português) como ficaria a grafia transliterada e como ela apareceria nas limitações dos softwares que não reconhecem caracteres diacríticos:
| NORMA           | RECOMENDAÇÃO         | APROXIMAÇÃO          |
| --------------- | -------------------- | -------------------- |
| TC              | Nikita Xruščëv       | Nikita Xruscëv       |
| ISO 9           | Nikita Hruŝëv        | Nikita Hrusëv        |
| GOST/inglês     | Nikita Khrushchev    | Nikita Khrushchev    |
| espanhol        | Nikita Jrushchov     | Nikita Jrushchov     |
| francês         | Nikita Khrouchtchev  | Nikita Khrouchtchev  |
| alemão          | Nikita Chruschtschow | Nikita Chruschtschow |
| dicionários     | Nikita Khruschov     | Nikita Khruschov     |
| Folha           | Nikita Khruschov     | Nikita Khruschov     |
| Aurélio         | Nikita Khrushchov    | Nikita Khrushchov    |
| Infopédia       | Nikita Khrushchev    | Nikita Khrushchev    |
| Lello Universal | Nikita Khruchtchev   | Nikita Khruchtchev   |